# Vicepresidente del Paraguay
El vicepresidente de Paraguay es la persona con el segundo puesto más alto en la rama ejecutiva del gobierno del Paraguay, después del presidente. La posición de vicepresidente fue creada en la constitución de 1844, aunque se la contemplaba como un cargo provisorio que era asignado solo por ausencia o acefalia en la jefatura de Estado. La Constitución de 1870 instaló el cargo con carácter permanente, asignándole también la presidencia del Congreso Nacional y la del Senado. Esta posición desapareció entre 1940 y 1993, debido a que las Constituciones de 1940 y 1967 suprimieron el cargo. Recién en 1992, con la nueva Constitución, se reinstaló la posición de vicepresidente de la República dentro del esquema institucional político.

## Requisitos constitucionales
El Art. 228 de la Constitución Nacional que el vicepresidente de Paraguay debe:
- Tener nacionalidad paraguaya natural;
- Haber cumplido treinta y cinco años, y.
- Estar en pleno ejercicio de sus derechos civiles y políticos.

## Deberes
Según la Constitución de 1992, el vicepresidente debe actuar como "nexo" entre el poder ejecutivo y el poder legislativo, "representar al presidente de la República nacional e internacionalmente, por designación del mismo", y "participar de las deliberaciones del Consejo de Ministros" (art. 239.°). Además, debe reemplazar al presidente "en caso de impedimento o ausencia temporal (sea por viaje debido a asuntos oficiales u otros motivos)" o, hasta completar el período presidencial en caso de vacancia definitiva (art. 227.°), la cual podría darse por destitución, renuncia, enfermedad grave o muerte. Es electo mediante voto libre y secreto, en la misma papeleta en donde figura el presidente y dura en sus funciones cinco años, al igual que el mismo.

## Lista de vicepresidentes
| Imagen  | Imagen  | Nombre                    | Partido         | Comienzo del mandato                            | Fin del mandato                                  | Notas |
| ------- | ------- | ------------------------- | --------------- | ----------------------------------------------- | ------------------------------------------------ | --- |
|         |         | Juan José Alvarenga       |                 | 9 de septiembre de 1847 3 de septiembre de 1848 | 18 de agosto de 1849 23 de diciembre de 1849     | Ocupó el cargo en dos ocasiones debido a la ausencia de Carlos A. López en una visita a los cuarteles del sur y a la frontera del Río Uruguay respectivamente. |
|         |         | Mariano González          |                 | 14 de diciembre de 1858 19 de mayo de 1859      | 23 de diciembre de 1858 12 de septiembre de 1859 | Ocupó el cargo durante la ausencia del presidente Carlos A. López en dos ocasiones, quien fue al interior a tratarse su enfermedad |
|         |         | Francisco Solano López    |                 | 10 de septiembre de 1862                        | 16 de octubre de 1862                            | Ocupó el cargo tras la muerte de su padre, Carlos Antonio López, siendo electo para reemplazarlo como presidente. |
|         |         | Domingo Francisco Sánchez |                 | 25 de mayo de 1865                              | 1° de marzo de 1870                              | Fue asesinado el mismo día que el presidente Francisco Solano López |
|         |         | Cayo Miltos               |                 | 25 de noviembre de 1870                         | 7 de enero de 1871                               | Al asumir estas funciones no contaba con la edad mínima requerida por la nueva Constitución (30 años). Como fue elegido a partir de un compromiso político, por la propia Convención Nacional Constituyente en donde lideró a la oposición, esta circunstancia fue obviada. Falleció en el cargo, a pocas semanas de haberlo asumido.                                   |
|         |         | Salvador Jovellanos       |                 | 8 de diciembre de 1871                          | 18 de diciembre de 1871                          | Electo por el Congreso, once meses después de la muerte del vicepresidente Miltos. Asumió las funciones de presidente tras la renuncia de Cirilo Antonio Rivarola, con el título de Vicepresidente de la República en ejercicio del Poder Ejecutivo. |
|         |         | Higinio Uriarte           |                 | 25 de noviembre de 1874                         | 12 de abril de 1877                              | Electo en octubre de 1874, debió asumir el 25 de noviembre de ese año, pero se encontraba en misión diplomática en Europa. Regreso a Asunción, recién en febrero de 1876, jurando luego como vicepresidente. Asumió las funciones de presidente tras la muerte de Juan Bautista Gill, con el título de Vicepresidente de la República en ejercicio del Poder Ejecutivo. |
|         |         | Adolfo Saguier            |                 | 25 de noviembre de 1878                         | 4 de septiembre de 1880                          | Debía asumir como presidente tras la muerte del presidente Cándido Bareiro, pero un golpe de cuartel lo obligó a renunciar hecho por Bernardino Caballero. |
|         |         | Juan Antonio Jara         |                 | 25 de noviembre de 1882                         | 25 de noviembre de 1886                          | Fue vicepresidente de quien sería uno de los fundadores de la A.N.R., pero se pasó a la oposición y fue uno de los fundadores del P.L.R.A. |
|         |         | José del Rosario Miranda  | ANR             | 25 de noviembre de 1886                         | 25 de noviembre de 1890                          | |
|         |         | Marcos Antonio Morínigo   | ANR             | 25 de noviembre de 1890                         | 9 de junio de 1894                               | Asumió las funciones de presidente tras el golpe de Estado contra Juan Gualberto González, con el título de Vicepresidente de la República en ejercicio del Poder Ejecutivo. |
|         |         | Facundo Ynsfrán Caballero | ANR             | 25 de noviembre de 1894                         | 25 de noviembre de 1898                          | |
|         |         | Andrés Héctor Carvallo    | ANR             | 25 de noviembre de 1898                         | 9 de enero de 1902                               | Asumió las funciones de presidente luego de que obligaran a renunciar a Emilio Aceval, con el título de Vicepresidente de la República en ejercicio del Poder Ejecutivo. |
|         |         | Manuel Domínguez          | ANR             | 25 de noviembre de 1902                         | 19 de diciembre de 1904                          | En septiembre de 1904 se sumó a la revolución dirigida por el Partido Liberal. Triunfantes los rebeldes su renuncia, junto con la del presidente Juan A. Escurra, fue aceptada como parte del Pacto del Pilcomayo. |
|         |         | Emiliano González Navero  | Partido Liberal | 25 de noviembre de 1906                         | 4 de julio de 1908                               | Asumió las funciones de presidente tras el golpe de Estado contra Benigno Ferreira, con el título de Vicepresidente de la República en ejercicio del Poder Ejecutivo. |
|         |         | Juan Bautista Gaona       | Partido Liberal | 25 de noviembre de 1910                         | 18 de enero de 1911                              | Renunció tras presidir la sesión del Congreso que aceptó la renuncia del presidente Gondra, el día enterior. Ambas renuncias se dieron por presión del coronel Albino Jara, quien fue designado nuevo jefe de Estado, tras la renuncia de Gaona. |
|         |         | Pedro Bobadilla           | Partido Liberal | 15 de agosto de 1912                            | 15 de agosto de 1916                             | El nuevo presidente electo, Eduardo Schaerer decidió cambiar la fecha de toma de mando, del 25 de noviembre al 15 de agosto. |
|         |         | José Pedro Montero        | Partido Liberal | 15 de agosto de 1916                            | 5 de junio de 1919                               | Asumió las funciones de presidente tras la muerte de Manuel Franco, con el título de Vicepresidente de la República en ejercicio del Poder Ejecutivo. |
|         |         | Félix Paiva               | Partido Liberal | 15 de agosto de 1920                            | 7 de noviembre de 1921                           | Asumió las funciones de presidente tras la renuncia de Manuel Gondra, con el título de Vicepresidente de la República en ejercicio del Poder Ejecutivo, el 29 de octubre de 1921, pero no logró formar gabinete y acabó por renunciar varios días después. |
|         |         | Manuel Burgos             | Partido Liberal | 15 de agosto de 1924                            | 15 de agosto de 1928                             | |
|         |         | Emiliano González Navero  | Partido Liberal | 15 de agosto de 1928                            | 15 de agosto de 1932                             | Asumió las funciones de presidente durante 3 meses, entre octubre de 1931 y enero de 1932, con el título de Vicepresidente de la República en ejercicio del Poder Ejecutivo, de manera provisoria, mientras José P. Guggiari estuvo sometido a juicio político. |
|         |         | Raúl Casal Ribeiro        | Partido Liberal | 15 de agosto de 1932                            | 17 de febrero de 1936                            | Fue destituido, junto con todo el gobierno, por el golpe militar dirigido por el coronel Rafael Franco. |
| Vacante | Vacante | Vacante                   | Vacante         | 17 de febrero de 1936                           | 15 de agosto de 1939                             | Dos presidentes de facto no tuvieron vicepresidente. |
|         |         | Luis Alberto Riart        | Partido Liberal | 15 de agosto de 1939                            | 18 de febrero de 1940                            | Renunció luego de que el presidente José Félix Estigarribia disolviera el Congreso, el Poder Judicial y declarara cesante la Constitución de 1870. |
| Vacante | Vacante | Vacante                   | Vacante         | 18 de febrero de 1940                           | 15 de agosto de 1993                             | El cargo de vicepresidente fue suprimido en las Constituciones de 1940 y de 1967, y restablecido nuevamente en la Constitución de 1992. |
|         |         | Ángel Seifart             | ANR             | 15 de agosto de 1993                            | 15 de agosto de 1998                             | |
|         |         | Luis María Argaña         | ANR             | 15 de agosto de 1998                            | 23 de marzo de 1999                              | Asesinado. |
|         |         | Julio César Franco        | PLRA            | 2 de septiembre de 2000                         | 16 de octubre de 2002                            | Ganó la elección de vicepresidente, realizada bajo disposición constitucional, luego del asesinato del vicepresidente Argaña. Su partido es el Liberal, pero con un nuevo nombre. Renunció para candidatarse a presidente. |
| Vacante | Vacante | Vacante                   | Vacante         | 16 de octubre de 2002                           | 15 de agosto de 2003                             | Tras la renuncia de Julio César Franco, el Congreso debía elegir a un nuevo vicepresidente, pero no se llegó a un consenso para su elección antes de las elecciones presidenciales de 2003. |
|         |         | Luis Castiglioni          | ANR             | 15 de agosto de 2003                            | 4 de octubre de 2007                             | Renunció para candidatarse a presidente. |
|         |         | Francisco Oviedo          | ANR             | 21 de noviembre de 2007                         | 15 de agosto de 2008                             | Designado en el cargo por el Congreso. |
|         |         | Federico Franco           | PLRA            | 15 de agosto de 2008                            | 22 de junio de 2012                              | Dejó el cargo tras asumir como presidente de Paraguay luego de que en un juicio político fuera destituido el presidente Fernando Lugo. |
|         |         | Óscar Denis Sánchez       | PLRA            | 22 de junio de 2012                             | 15 de agosto de 2013                             | Designado en el cargo por el Congreso. |
|         |         | Juan Afara                | ANR             | 15 de agosto de 2013                            | 11 de abril de 2018                              | Renunció para candidatarse a Senador. |
|         |         | Alicia Pucheta            | ANR             | 9 de mayo de 2018                               | 15 de agosto de 2018                             | Designada en el cargo por el Congreso. Primera mujer en asumir la Vicepresidencia del Paraguay. |
|         |         | Hugo Velázquez            | ANR             | 15 de agosto de 2018                            | 15 de agosto de 2023                             | Electo en las elecciones de 2018. |
|         |         | Pedro Alliana             | ANR             | 15 de agosto de 2023                            | Actualmente en el cargo                          | Electo en las elecciones de 2023. |